# Starý hřbitov v Havlíčkově Brodě
Starý hřbitov v Havlíčkově Brodě (též Hřbitov u svatého Vojtěcha) je bývalý městský hřbitov v Havlíčkově Brodě. Nachází se v centru města, v ulici Ledečská, v těsné blízkosti řeky Sázavy. Bývá nazýván podle renesančně přestavěného kostela svatého Vojtěcha.

## Historie

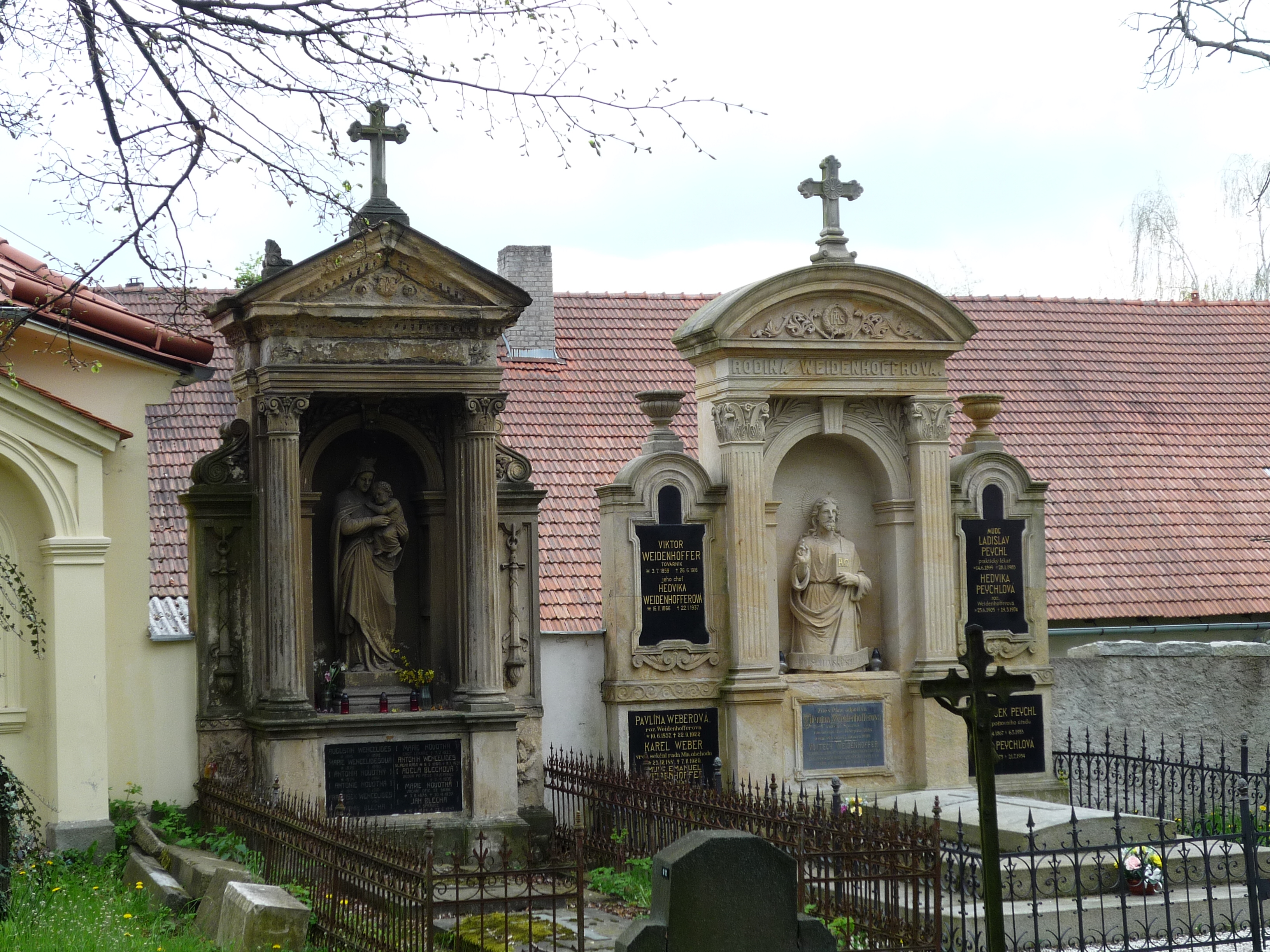
Náhrobky u zdi hřbitova

### Vznik
První hřbitov vznikl v tehdejším Německém Brodě okolo kostela svatého Vojtěcha už koncem 13. století, v 16. století proběhla jeho renesanční přestavba. Nejvíce se zde pohřbívalo během epidemií v 17. a 18. století. Poté, co se v rostoucím městě přestalo pohřbívat u kostelů v centru města, sloužilo pohřebiště po roce 1783 jako hlavní městský hřbitov. Založení bylo podníceno zákazem pohřbívání uprostřed sídel z roku 1784 vydaným císařem Josefem II. Židé z Německého Brodu okolí byli pohřbíváni na nedalekém židovském hřbitově.
Ve 20. století byl severně od města zřízen nový městský hřbitov, vznikla tam též nová obřadní síň. Po jeho zřízení se na starém hřbitově následně přestalo pohřbívat.

## Osobnosti pohřbené na tomto hřbitově
- Anna Jahodová-Kasalová (1848–1917) – spisovatelka
- Josef Šupich (1842–1923) – stavitel a architekt
- Páter Vít Daníček – měšťan a duchovní
- Antonín Vančura – církevní hodnostář
- Engelbert Ambrož – historik a muzejník
- Vincenc Doubrava – učitel K. H. Borovského
- Vácslav Slavík (1815 - 1880) – měšťan, mecenáš, sládek a poslední cechmistr počestného pořádku sládků
- Tomáš Jůzl – osobnost dělnického hnutí v regionu
- Hrobka rodiny Karla Havlíčka Borovského – spisovatelovi rodiče a dcera Zdeňka Havlíčková
- Vojtěch Weidenhoffer (1826–1901), politik a podnikatel
- Eduard Brzorád mladší (1857–1903) - mladočeský poslanec, okresní starosta, starosta Německého Brodu, Sokola, atd.
- Eduard Brzorád starší (1820–1898) - advokát a notář, okresní starosta v Německém Brodě
- Eduard Edler von Krziwanek (1799–1876) - poslanec na říšské radě i zemském sněmu, německobrodský občan, vzorný hospodář na velkostatku ve Věži, známý Havlíčka a společník jeho bratra
- Johann Matzner Freiherr von Herites (1769–1841), dejvický direktor kapitulních statků a majitel panství Nový Stránov, Havlíčkův známý za studijních let[1]

## Galerie

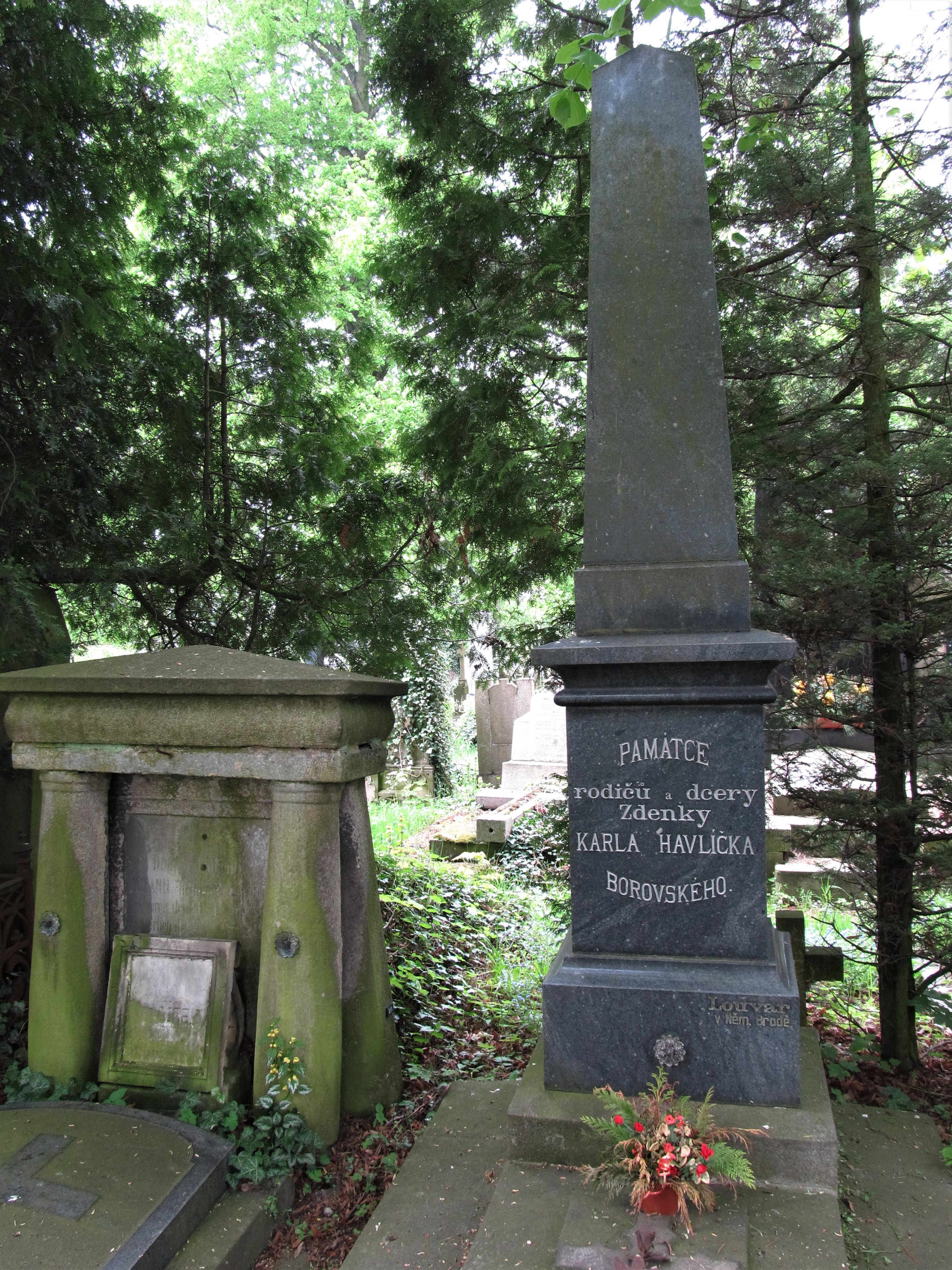
Pomník na místě hrobu rodičů Karla Havlíčka Borovského
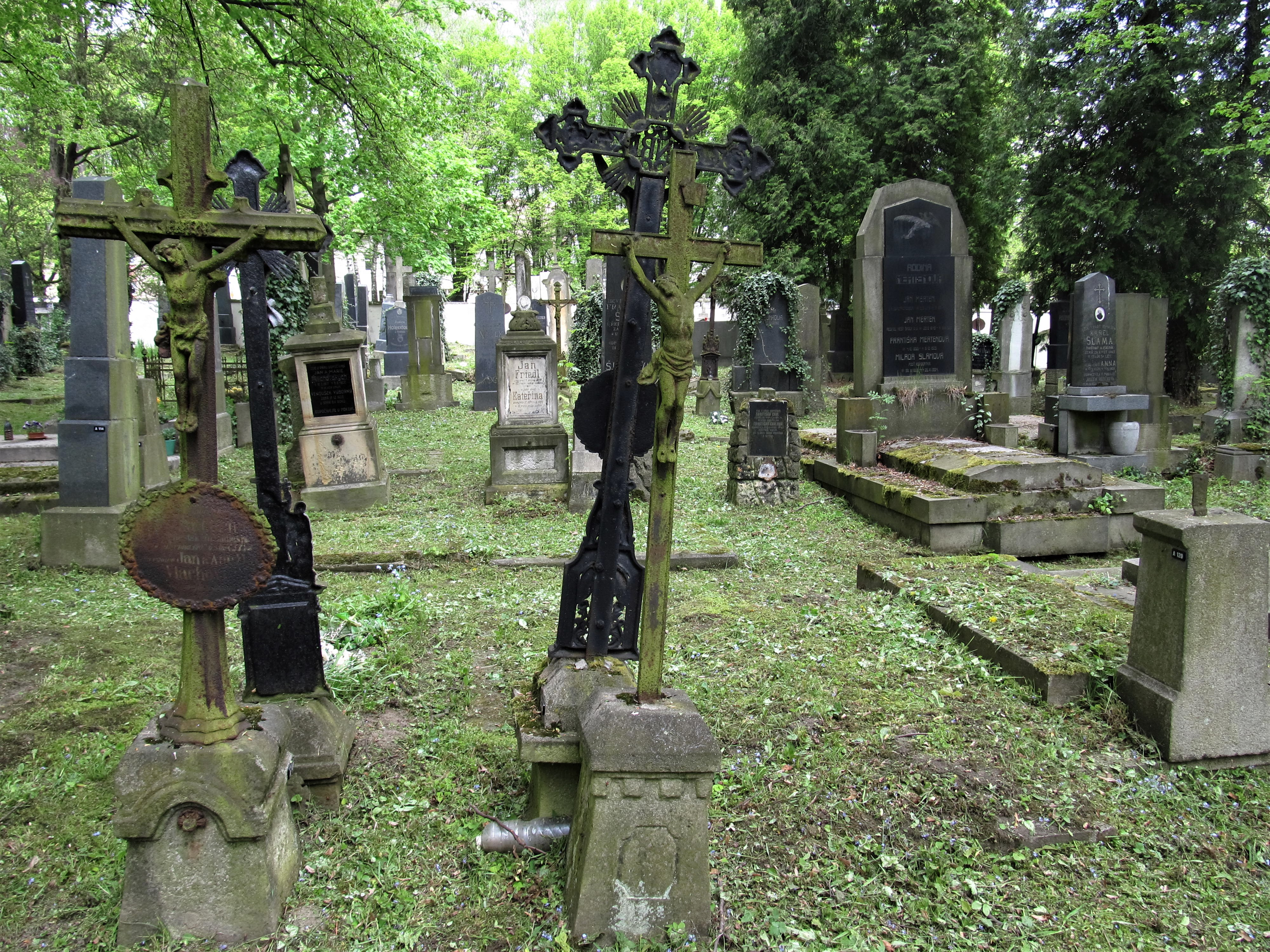
Stará část hřbitova u kostela sv. Vojtěcha
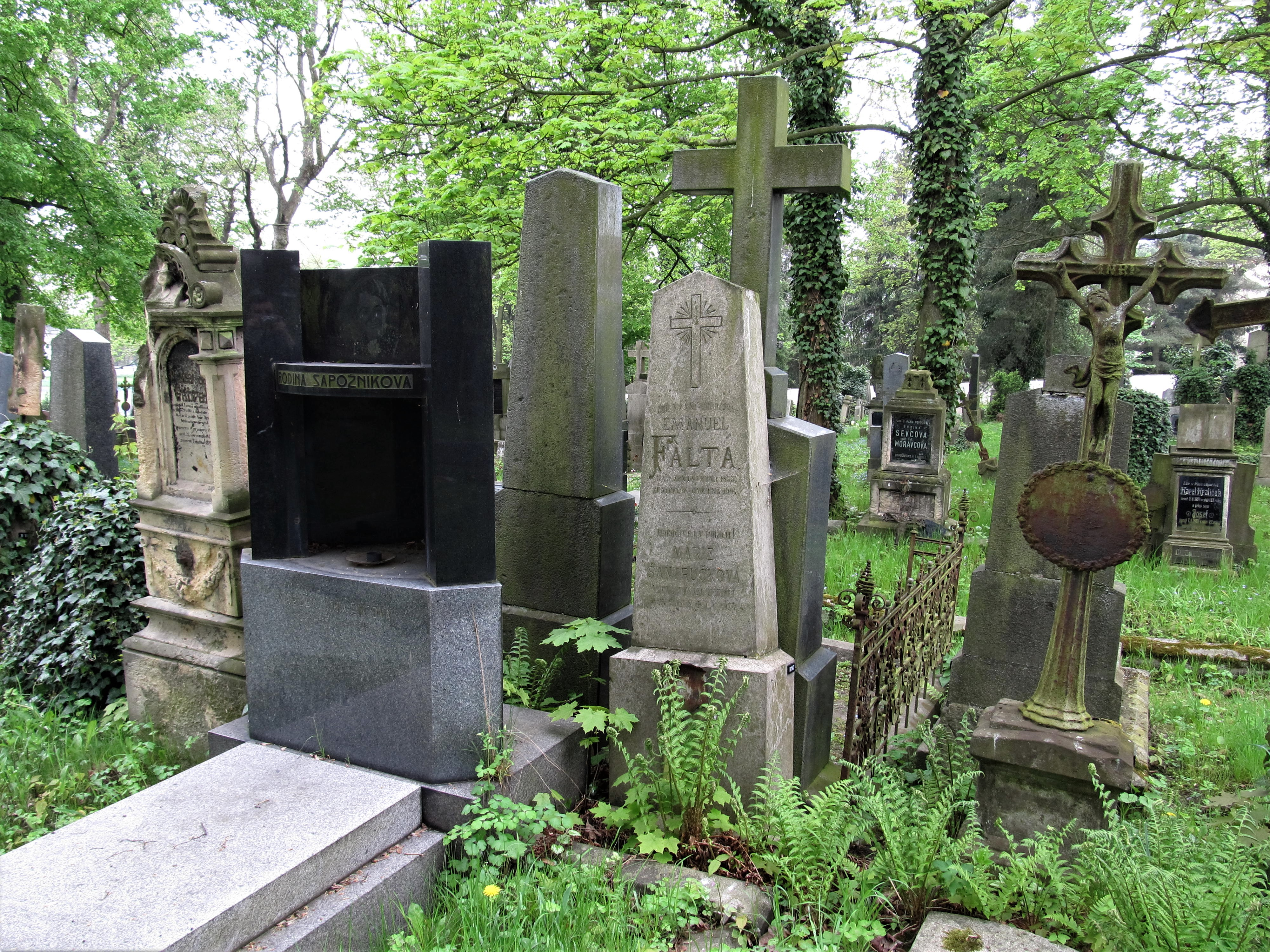
Stará část hřbitova u kostela sv. Vojtěcha
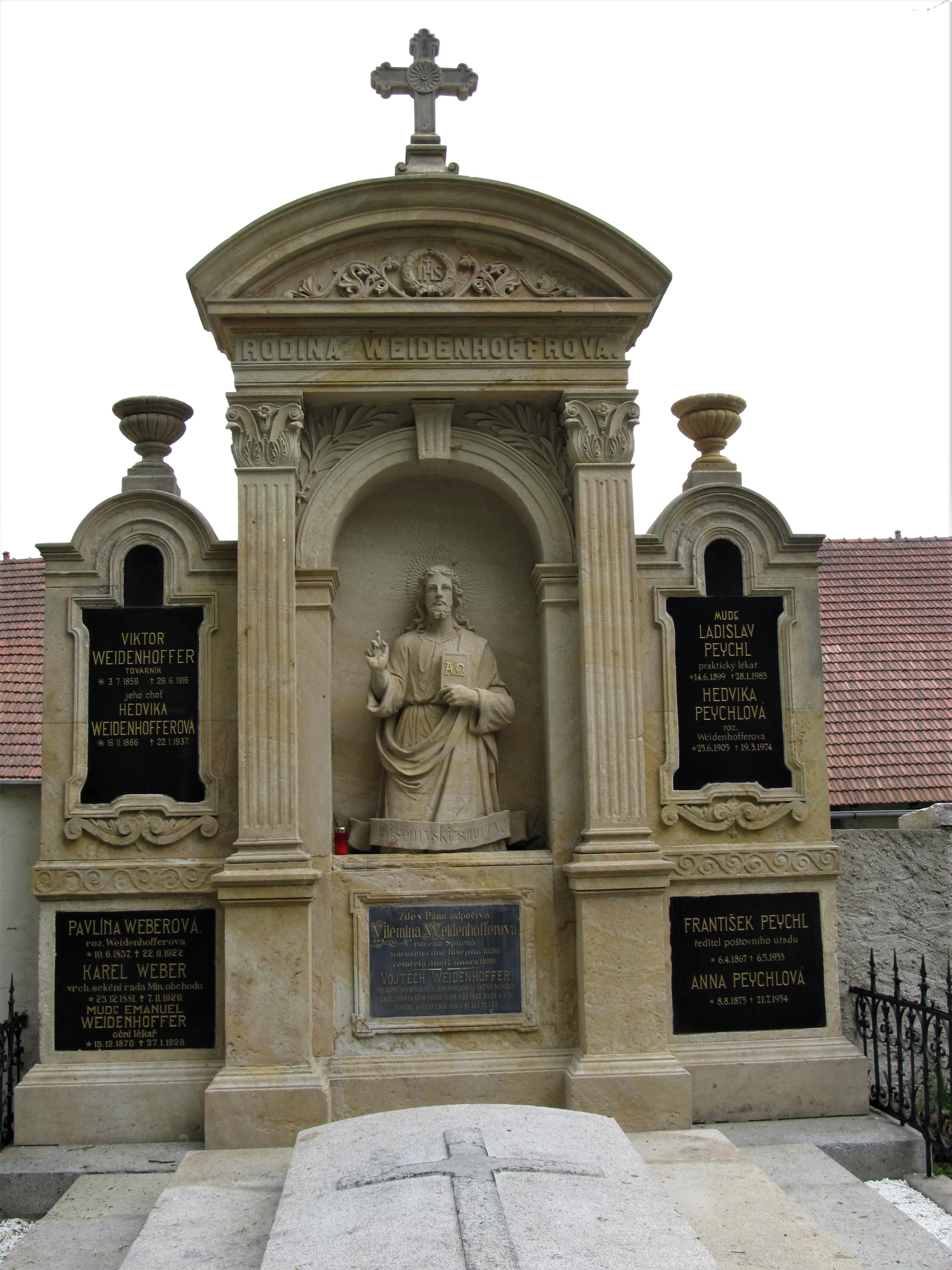
Hrobka rodiny politika a podnikatele Vojtěcha Weidenhoffera (1826–1901)
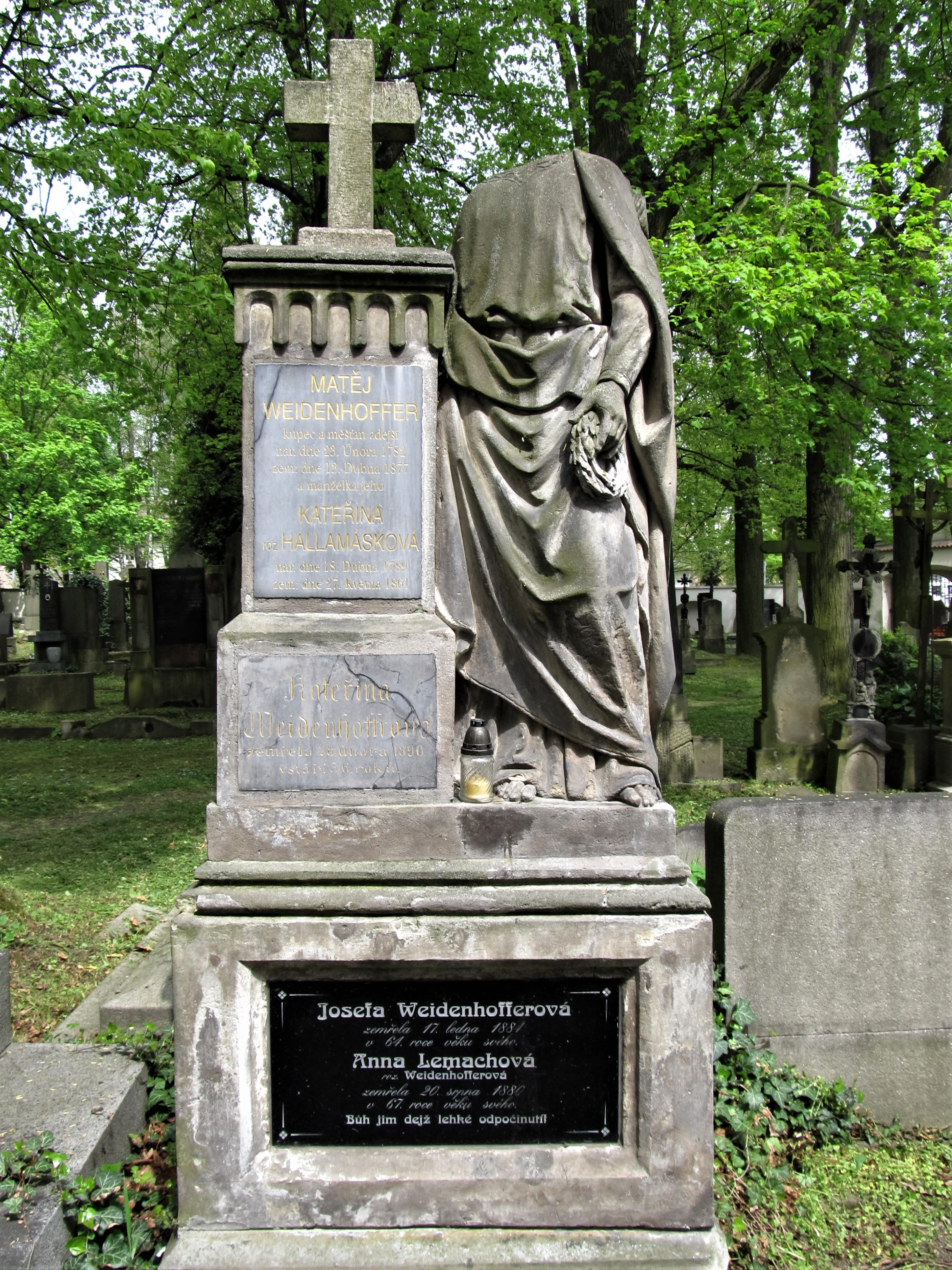
Hrobka měšťana Matěje Weidenhoffera (1782–1877)
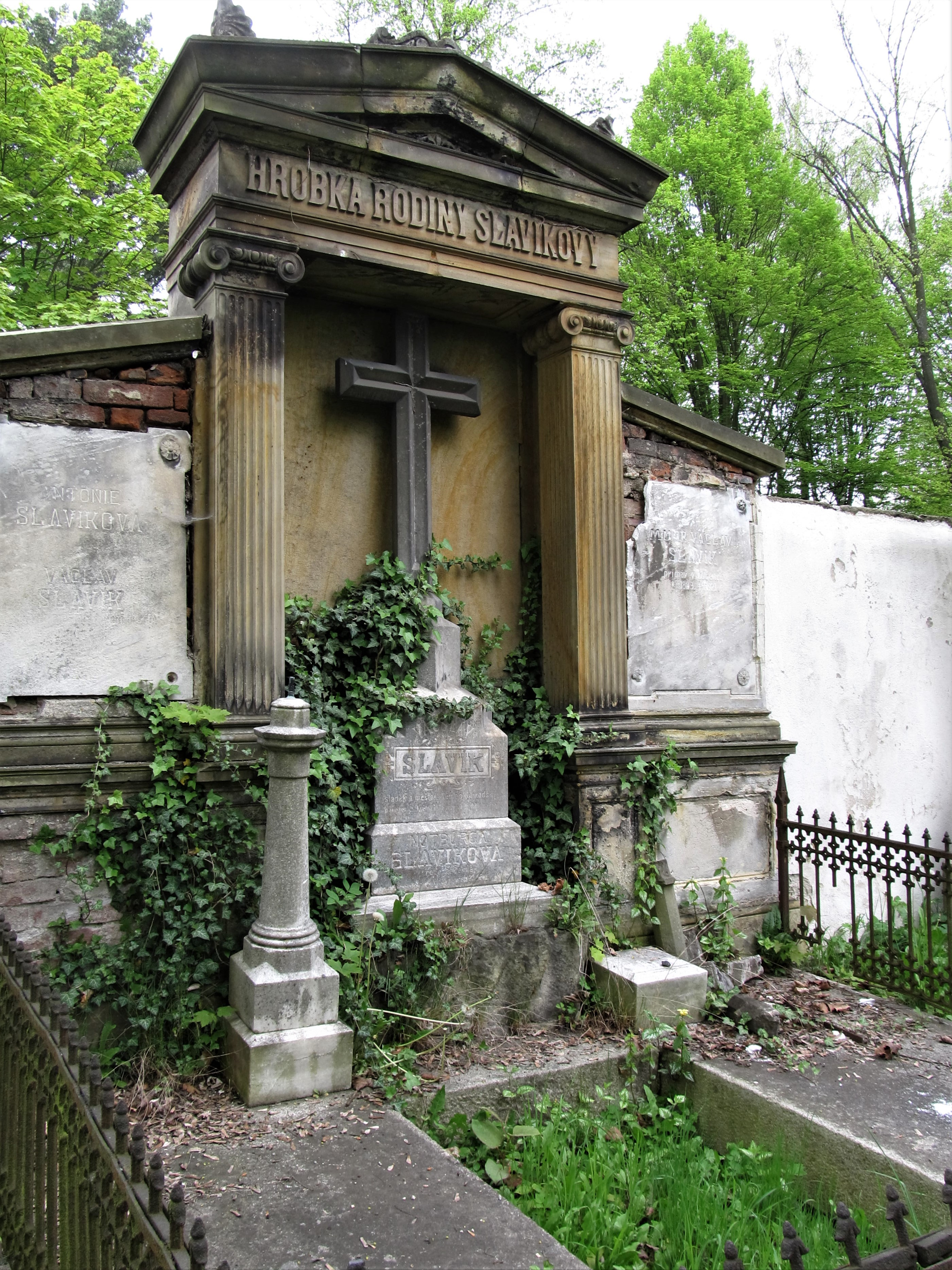
Hrobka rodiny sládka a mecenáše Vácslava Slavíka (1815–1880)